# Паметник на революцията (Струмица)
Паметникът на революцията (на македонска литературна норма: Споменик на Револуцијата) се намира в градския парк на Струмица, Северна Македония.
Построен е в чест на убитите партизани по време на комунистическата съпротива във Вардарска Македония от Струмица. Паметникът е дело на Илия Аджиевски.
Състои се от 2 елемента: вертикално поставен мраморен стълб, на който е изградена релефна композиция от мъжка, женска и детска фигура представящи участници в комунистическата съпротива. Втората част от паметника се състои от 2 човешки фигури, изработени от алуминий. Фигурите са в свита поза, представящи партизани, които падат след застрелване.